# 車熙林
車 熙林（チャ・ヒリム、朝鮮語: 차희림、1953年 - ）は、朝鮮民主主義人民共和国の政治家。朝鮮労働党中央委員会委員候補、平壌市人民委員会委員長、朝鮮ラオス親善協会委員長、国家体育指導委員会委員などを歴任。

## 経歴
1953年生まれ。首都建設部党組織書記を経て、2011年に平壌市党書記に就任した。2012年9月に梁万吉の後任として平壌市人民委員会委員長に就任した。同年11月には国家体育指導委員会委員に選出された。2014年3月には最高人民会議第13期代議員に選出され、最高人民会議法制委員会委員に選出された。同年5月に平壌市平川区域で建設中のマンションが崩壊した際には崔富日人民保安相らと遺族に謝罪した。北朝鮮で政府高官が謝罪するのは異例である。2016年5月6日に開催された朝鮮労働党第7次大会で朝鮮労働党中央委員会委員候補に選出された。同年2018年7月には朝鮮ラオス親善協会代表団を率いてラオスを訪問した。同年9月18日に、金正恩委員長と会談するため訪朝した韓国の文在寅大統領に随行した、趙明均外交部長官、宋永武国防部長官などと歓談した。2019年に訪朝したラオスのパンカム・ヴィパワン国家副主席の会談に同席した。
2020年9月8日に咸鏡道の台風被害を受けて結成された「首都党員師団」の決起大会に、崔希太が平壌市人民委員会委員長として参加したことから、同職からの解任が確認された。2021年1月5日から開催された朝鮮労働党第8次大会で中央委員会委員候補から脱落した。

## 参考サイト
- 북한정보포털

| 先代梁万吉 | 平壌市人民委員会委員長2012年 - 2020年 | 次代崔希太 |